# Кейн, Джеймс Виктор
Джеймс Виктор Кейн (англ. James Victor Cain, 22 июля 1951, Хьюстон, Техас — 22 июля 1979, Сент-Чарльз, Миссури) — американский футболист, тайт-энд. Выступал в НФЛ с 1974 по 1978 год в составе «Сент-Луис Кардиналс». Номер 88, под которым он играл, выведен в клубе из обращения.

## Карьера
Джеймс Кейн родился 22 июля 1951 года в Хьюстоне. Там же он окончил школу имени Букера Вашингтона. С 1971 по 1973 год он выступал за команду Колорадского университета, входил в символические сборные конференции Big-8 и чемпионата NCAA.

### Статистика выступлений в NCAA
| Сезон | Команда           | Игры | Приём | Приём | Приём | Приём | Вынос | Вынос | Вынос | Вынос |
| Сезон | Команда           | Игры | Rec   | Yds   | Y/A   | TD    | Att   | Yds   | Y/A   | TD    |
| ----- | ----------------- | ---- | ----- | ----- | ----- | ----- | ----- | ----- | ----- | ----- |
| 1971  | Колорадо Баффалос | 11   | 8     | 173   | 21,6  | 1     | 0     | 0     | 0,0   | 0     |
| 1972  | Колорадо Баффалос | 11   | 30    | 407   | 13,6  | 0     | 12    | 112   | 9,3   | 1     |
| 1973  | Колорадо Баффалос | 11   | 23    | 293   | 12,7  | 2     | 2     | 2     | 1,0   | 0     |
| Всего | Всего             | 33   | 61    | 873   | 14,3  | 3     | 14    | 114   | 8,1   | 1     |

На драфте НФЛ 1974 года Кейн был выбран клубом «Сент-Луис Кардиналс» в первом раунде под общим седьмым номером. В дебютном сезон он принял участие в четырнадцати матчах команды в регулярном чемпионате, был признан новичком года в её составе. По ходу сезона 1975 года Джеймс стал игроком основного состава и сохранял эту позицию в течение трёх лет. В 1978 году он не играл из-за травмы ахиллова сухожилия. Всего в составе «Кардиналс» он набрал 1 014 ярдов и сделал девять тачдаунов на приёме.

### Статистика выступлений в НФЛ

#### Регулярный чемпионат
| Сезон | Команда             | Игры | Приём | Приём | Приём | Приём | Вынос | Вынос | Вынос | Вынос |
| Сезон | Команда             | Игры | Rec   | Yds   | Y/A   | TD    | Att   | Yds   | Y/A   | TD    |
| ----- | ------------------- | ---- | ----- | ----- | ----- | ----- | ----- | ----- | ----- | ----- |
| 1974  | Сент-Луис Кардиналс | 14   | 13    | 152   | 11,7  | 1     | 0     | 0     | 0,0   | 0     |
| 1975  | Сент-Луис Кардиналс | 14   | 12    | 134   | 11,2  | 1     | 0     | 0     | 0,0   | 0     |
| 1976  | Сент-Луис Кардиналс | 13   | 26    | 400   | 15,4  | 5     | 0     | 0     | 0,0   | 0     |
| 1977  | Сент-Луис Кардиналс | 13   | 25    | 328   | 13,1  | 2     | 0     | 0     | 0,0   | 0     |
| 1978  | Сент-Луис Кардиналс | 0    | 0     | 0     | 0,0   | 0     | 0     | 0     | 0,0   | 0     |
| Всего | Всего               | 55   | 76    | 1 014 | 13,3  | 9     | 0     | 0     | 0,0   | 0     |

#### Плей-офф
| Сезон | Команда             | Игры | Приём | Приём | Приём | Приём | Вынос | Вынос | Вынос | Вынос |
| Сезон | Команда             | Игры | Rec   | Yds   | Y/A   | TD    | Att   | Yds   | Y/A   | TD    |
| ----- | ------------------- | ---- | ----- | ----- | ----- | ----- | ----- | ----- | ----- | ----- |
| 1974  | Сент-Луис Кардиналс | 1    | 0     | 0     | 0,0   | 0     | 0     | 0     | 0,0   | 0     |
| 1975  | Сент-Луис Кардиналс | 1    | 2     | 17    | 8,5   | 0     | 0     | 0     | 0,0   | 0     |
| Всего | Всего               | 2    | 2     | 17    | 8,5   | 0     | 0     | 0     | 0,0   | 0     |

Двадцать второго июля 1979 года Кейн потерял сознание во время тренировки. С остановкой сердца его доставили в больницу города Сент-Чарльз, где он скончался через два часа. После смерти игрока в клубе вывели его игровой номер 88 из обращения.